# ISO 3166-2:CL
ISO 3166-2:CL – kody ISO 3166-2 dla Chile.
Kody ISO 3166-2 to część standardu ISO 3166 publikowanego przez Międzynarodową Organizację Normalizacyjną. Kody te są przypisywane głównym jednostkom podziału administracyjnego, takim jak np. województwa czy stany, każdego kraju posiadającego kod w standardzie ISO 3166-1.
Aktualnie (2018) dla Chile zdefiniowano kody dla 16 regionów.
Pierwsza część oznaczenia to kod Chile zgodnie z ISO 3166-1, natomiast druga część oznaczenia znajdująca się po myślniku to dwuliterowy kod jednostki administracyjnej.

## Kody ISO
| Kod ISO | Nazwa jednostki administracyjnej | Nazwa jednostki administracyjnej w języku hiszpańskim | Rodzaj jednostki administracyjnej | Numer jednostki administracyjnej |
| ------- | -------------------------------- | ----------------------------------------------------- | --------------------------------- | -------------------------------- |
| CL-AI   | Aysén                            | Región de Aisén del General Carlos Ibáñez del Campo   | region                            | XI                               |
| CL-AN   | Antofagasta                      | Región de Antofagasta                                 | region                            | II                               |
| CL-AP   | Arica y Parinacota               | Región de Arica y Parinacota                          | region                            | XV                               |
| CL-AR   | Araukania                        | Región de La Araucanía                                | region                            | IX                               |
| CL-AT   | Atakama                          | Región de Atacama                                     | region                            | III                              |
| CL-BI   | Biobío                           | Región del Biobío                                     | region                            | VIII                             |
| CL-CO   | Coquimbo                         | Región de Coquimbo                                    | region                            | IV                               |
| CL-LI   | Libertador                       | Región del Libertador General Bernardo O’Higgins      | region                            | VI                               |
| CL-LL   | Los Lagos                        | Región de Los Lagos                                   | region                            | X                                |
| CL-LR   | Los Ríos                         | Región de Los Ríos                                    | region                            | XIV                              |
| CL-MA   | Magallanes                       | Región de Magallanes y de la Antártica Chilena        | region                            | XII                              |
| CL-ML   | Maule                            | Región del Maule                                      | region                            | VII                              |
| CL-RM   | Region Metropolitalny            | Región Metropolitana de Santiago                      | region                            | XIII                             |
| CL-TA   | Tarapacá                         | Región Tarapacá                                       | region                            | I                                |
| CL-VS   | Valparaíso                       | Región de Valparaíso                                  | region                            | XIII                             |
| CL-NB   | Ñuble                            | Región de Ñuble                                       | region                            | XVI                              |